# Gabriel Aïvazovski
Pour les articles homonymes, voir Aïvazovski.
Gabriel Aïvazovski, né Alexandre Aïvazian le 22 mai 1812 à Théodosie (Empire russe) et mort le 20 avril 1879 ou 1880 à Tbilissi (Empire russe), est un moine catholique mékhitariste, puis évêque de l'Église apostolique arménienne, et homme de lettres russo-arménien.
Il est le frère aîné du peintre Ivan Aïvazovski.

## Biographie

### Débuts à Théodosie et formation à San Lazzaro degli Armeni
Gabriel Aïvazovski naît sous le nom d'Alexandre Aïvazian le 22 mai 1812 à Théodosie, dans l'Empire russe. Frère aîné du peintre Ivan Aïvazovski, il fait partie d'une famille de marchands arméniens de l'Empire russe.
Il commence son éducation à l'école paroissiale arménienne locale, et l'abbé Minas le prend sous son aile. Il l'envoie en 1826 étudier au monastère de San Lazzaro degli Armeni, à Venise, auprès des moines mekhitaristes arméniens et, à 18 ans, le jeune Alexandre rentre dans les ordres et reçoit le nom en religion de Gabriel.
En 1834, Gabriel est élevé au rang de vartabed, ce qui correspond à un moine supérieur.
Gabriel maîtrise de nombreuses langues, dont l'arménien, le russe, l'italien, le français, l'anglais, l'allemand, l'hébreu, le grec ancien, le latin, l'arabe et le persan. La langue principale qu'il utilise est le krapar, l'arménien classique. Cette maîtrise linguistique fait qu'il enseigne les langues, ainsi que la théologie et la philosophie, au sein du monastère.
En 1836, il publie son Histoire concise de la Russie (en arménien), suivie en 1841 de son Histoire de l'Empire ottoman. Il travaille aussi à l'élaboration du dictionnaire Auhera.
En 1843, Gabriel Aïvazovski fonde la revue historique et philologique Pazmaveb (Բազմավէպ, littéralement « érudit »),, qu'il dirige jusqu'en 1848.

### Installation à Paris
En 1848, sur la suggestion des autorités pontificales, Gabriel Aïvazovski s'installe à Paris, en France, où il est nommé directeur du collège arménien Samuel Moorat. Face aux pressions reçues de la part du Vatican, il finit par renoncer au catholicisme et réintègre l’Église apostolique arménienne.
En 1855, il fonde la revue Maciats Aghavni, publiée à Paris jusqu'en 1858.

### Retour dans l'Empire russe
Gabriel Aïvazovski rentre dans l'Empire russe, vraisemblablement en 1859, et y reprend la publication de sa revue entre 1860 et 1865 à Théodosie.
Il est nommé évêque du diocèse arménien de Bessarabie et de Nakhitchevan-sur-le-Don. Là, il se lie d'amitié avec le maire et mécène Haroutioun Khalibian (Artemius Khalibov).
Il fonde aussi une école en 1858 à Théodosie, qui finit par fermer par manque de financements.
En 1872, il est invité au Saint-Siège d'Etchmiadzin, où il est fait évêque (puis plus tard archevêque) et nommé principal du Séminaire théologique Gevorkian. Plusieurs années plus tard, il est nommé à la tête du diocèse arménien de Géorgie.
Gabriel Aïvazovski meurt le 20 avril 1879 ou 1880 et est enterré à Tbilissi.

## Publications
- (hy) Յամառօտ պատմութիւն ռուսաց [« Histoire concise de la Russie »], Venise-Saint Lazarre,‎ 1836, 463 p. (lire en ligne)
- (hy) Պատմութիւն օսմանեան պետութեան [« Histoire de l'Empire ottoman »], Venise-Saint Lazarre,‎ 1841